# BC Place Stadium
Das BC Place Stadium ist ein Mehrzweckstadion im Stadtteil Downtown der kanadischen Stadt Vancouver, Provinz British Columbia. Es ist die Heimspielstätte der Canadian-Football-Mannschaft der BC Lions und des Fußball-Franchises der Vancouver Whitecaps aus der Major League Soccer. Darüber hinaus finden hier regelmäßig Konzerte und Messeveranstaltungen statt. Die Besitzerin ist die Provinz British Columbia, die den Betrieb an die staatliche Gesellschaft B.C. Pavilion Corporation übertragen hat. Während der Olympischen Winterspiele 2010 fanden hier die Eröffnungs- und die Schlussfeier sowie Siegerehrungen statt.

## Geschichte
Das Stadion wurde im Hinblick auf die Weltausstellung Expo 86 errichtet. Der Baubeginn war im April 1981 und die Eröffnung fand am 19. Juni 1983 statt. Die Baukosten betrugen 126 Millionen CAD. Bei der Eröffnung war es das weltweit größte Stadion mit einem Tragluftdach; dieses bestand aus dünnen Teflonschichten.
Am 5. Januar 2007 trat im Dach ein Riss auf, nachdem sich auf dem Dach schwerer Nassschnee angesammelt hatte. Aufgrund der Warmluft, die zwischen die beiden obersten Schichten geblasen wurde, um den Schnee zu schmelzen, vergrößerte sich der Riss. Daraufhin stürzte das Dach des BC Place ein. Ein kontrolliertes Ablassen der verbliebenen Luft erfolgte im Anschluss. Zum Zeitpunkt des Einsturzes befanden sich keine Menschen im Gebäude. Der plötzlich austretende Druck zerstörte jedoch Glasfronten umliegender Gebäude. Die Betreiberfirma wies den schlechten Wetterbedingungen zum Zeitpunkt des Zwischenfalles die Schuld zu. Das Stadion ist nach wie vor als „sicher“ einzustufen, bestätigten auch Experten im Nachhinein. Eingedrungenes Wasser musste aus dem Inneren des Stadions gepumpt werden. Am 19. Januar 2007 konnte das Dach nach Abschluss der Reparaturarbeiten wieder aufgeblasen werden.
Von 2009 bis 2011 wurde das Stadion für 563 Mio. CAD renoviert.
Die Arbeiten wurden in zwei Bauphasen unterteilt.
In der ersten Phase wurden die Sitzplätze, die sanitären Einrichtungen, sowie die Suiten aufgewertet. Diese Arbeiten konnten im Oktober 2009 abgeschlossen werden. Nach den Winter-Paralympics 2010 wurde während der zweiten Bauphase das Tragluftdach durch ein schließbares Dach, ähnlich der Konstruktion der Deutsche Bank Park in Frankfurt am Main, ersetzt. Dieses kann innerhalb von zwanzig Minuten geöffnet werden und hat dann eine Öffnung von 120 m × 85 m, also die gleiche Größe wie das Spielfeld. Zudem wurde ein zentral aufgehängtes Scorerboard installiert mit einer Größe von 21 m × 12 m.

## Nutzung und Veranstaltungen
Aktuell tragen die BC Lions aus der Canadian Football League und die Vancouver Whitecaps aus der Major League Soccer ihre Spiele im BC Place aus. Zu Fußballspielen der Whitecaps wird meist nur der Unterrang genutzt. Über den Unterrang wird ein Zeltdach gespannt, das den BC Place in ein kleines Fußballstadion verwandelt.
Frühere Nutzer des Stadions waren die Fußballmannschaft Vancouver Whitecaps (NASL, 1983–1984) und die Basketballmannschaft der Vancouver Nighthawks (WBL, 1988)
Während der Olympischen Winterspiele 2010 fanden hier die Eröffnungs- und die Schlussfeier sowie Siegerehrungen statt. Ebenfalls wurde hier die Eröffnungsfeier der Winter-Paralympics 2010 abgehalten. Im BC Place Stadium fand bisher neun Mal das Finale des Grey Cup statt, der Meisterschaft der Canadian Football League (1983, 1986, 1987, 1990, 1994, 1999, 2005, 2011 und 2014).
Das Stadion war auch Austragungsort des jährlich stattfindenden Slam City Jam. Im März 2014 wurde hier das NHL Heritage Classic 2014 ausgetragen.
Das BC Place Stadium war einer der sechs Austragungsorte der Fußball-Weltmeisterschaft der Frauen 2015.
Am 8. Februar 2025 fand im BC Place die Eröffnungsfeier der Invictus Games 2025, einer internationalen Sportveranstaltung für Soldatinnen und Soldaten, die im Dienst oder im Einsatz verwundet wurden, statt.

## Galerie

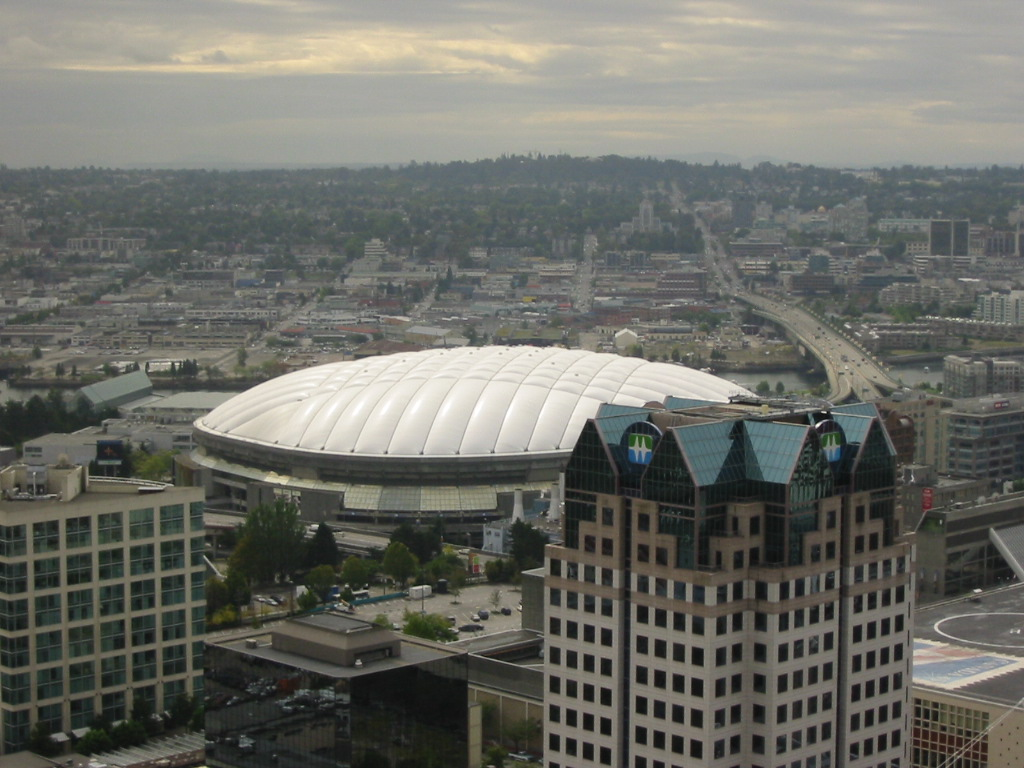
BC Place Stadium vor der Renovierung
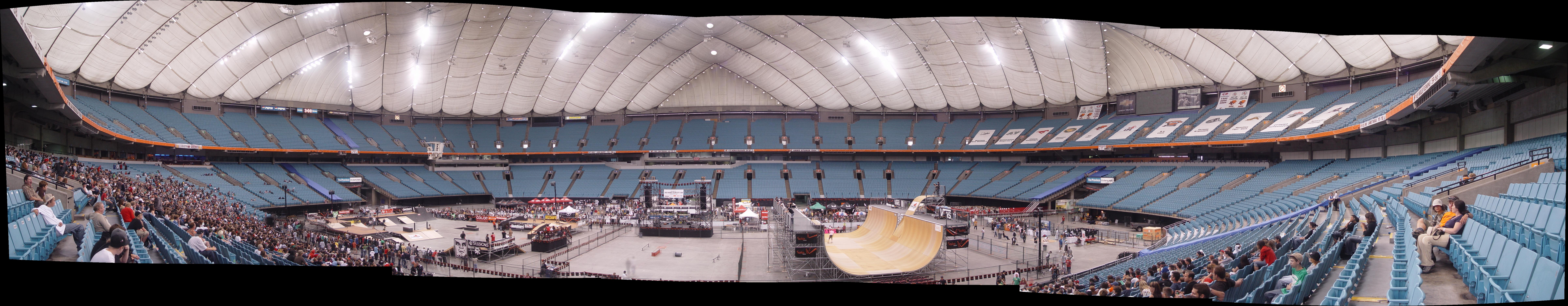
Eine Skateboard-Veranstaltung im BC Place Stadium (2006)
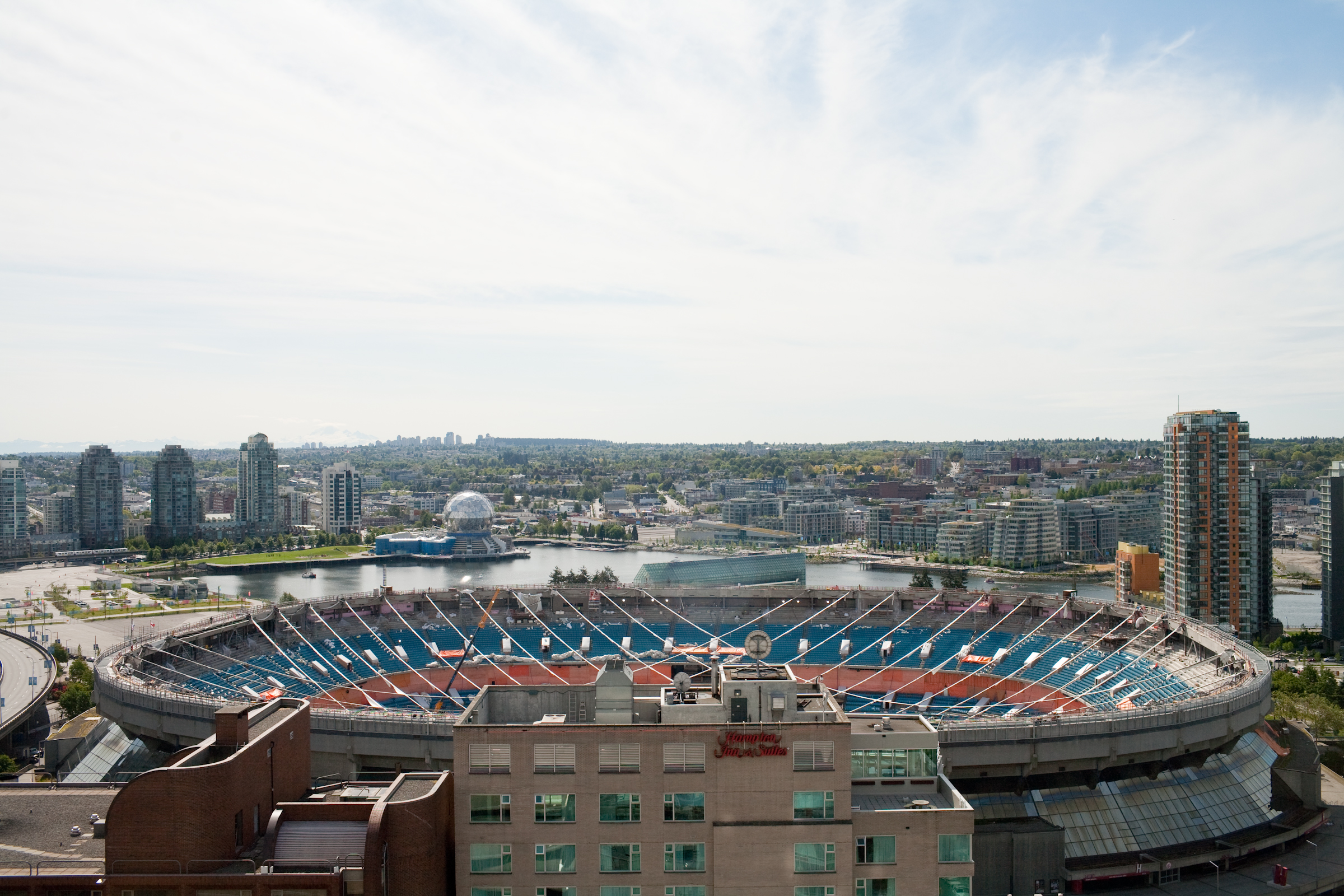
Das Stadion im Mai 2010 ohne Dach
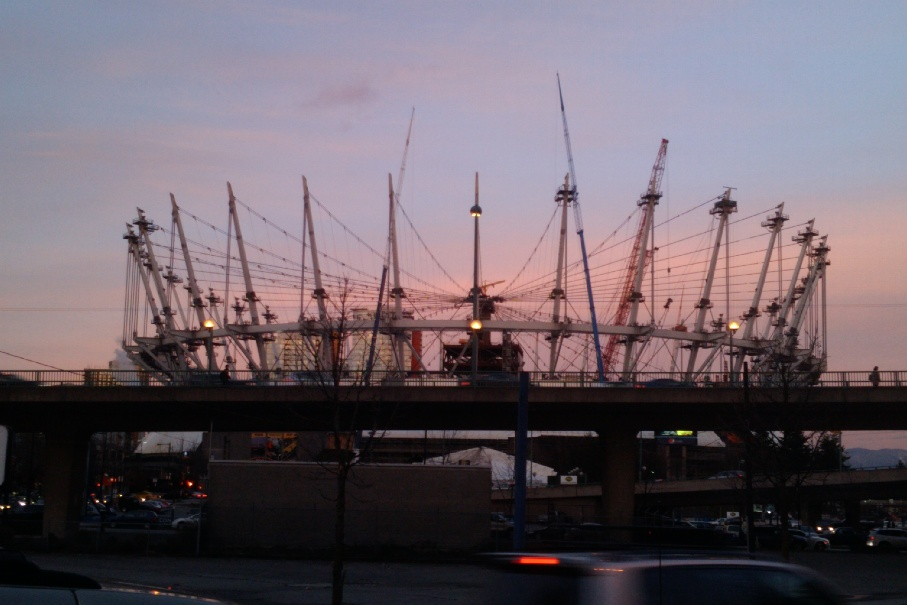
Bau der neuen Dachkonstruktion im Februar 2011
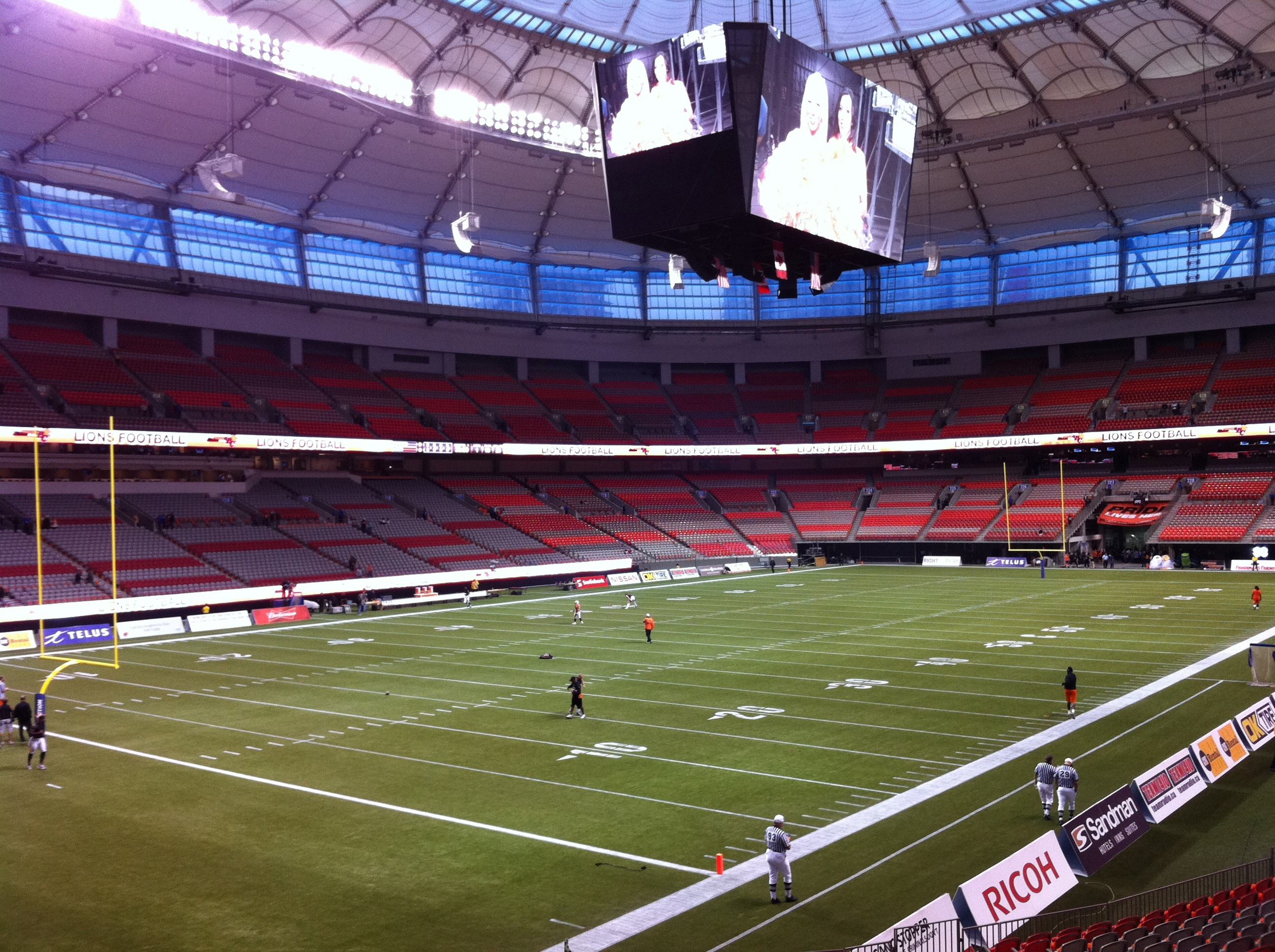
Innenraum des renovierten BC Place im September 2011
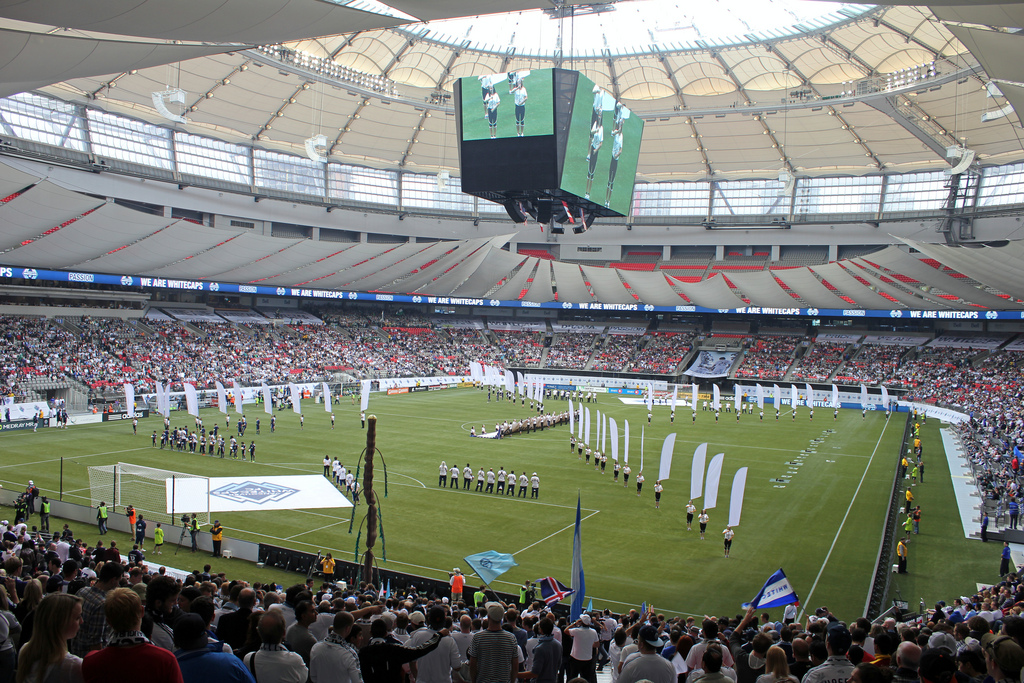
Zu Fußballspielen wird der BC Place mit Hilfe eines Zeltdaches in ein Fußballstadion verwandelt.